# Jack Lang

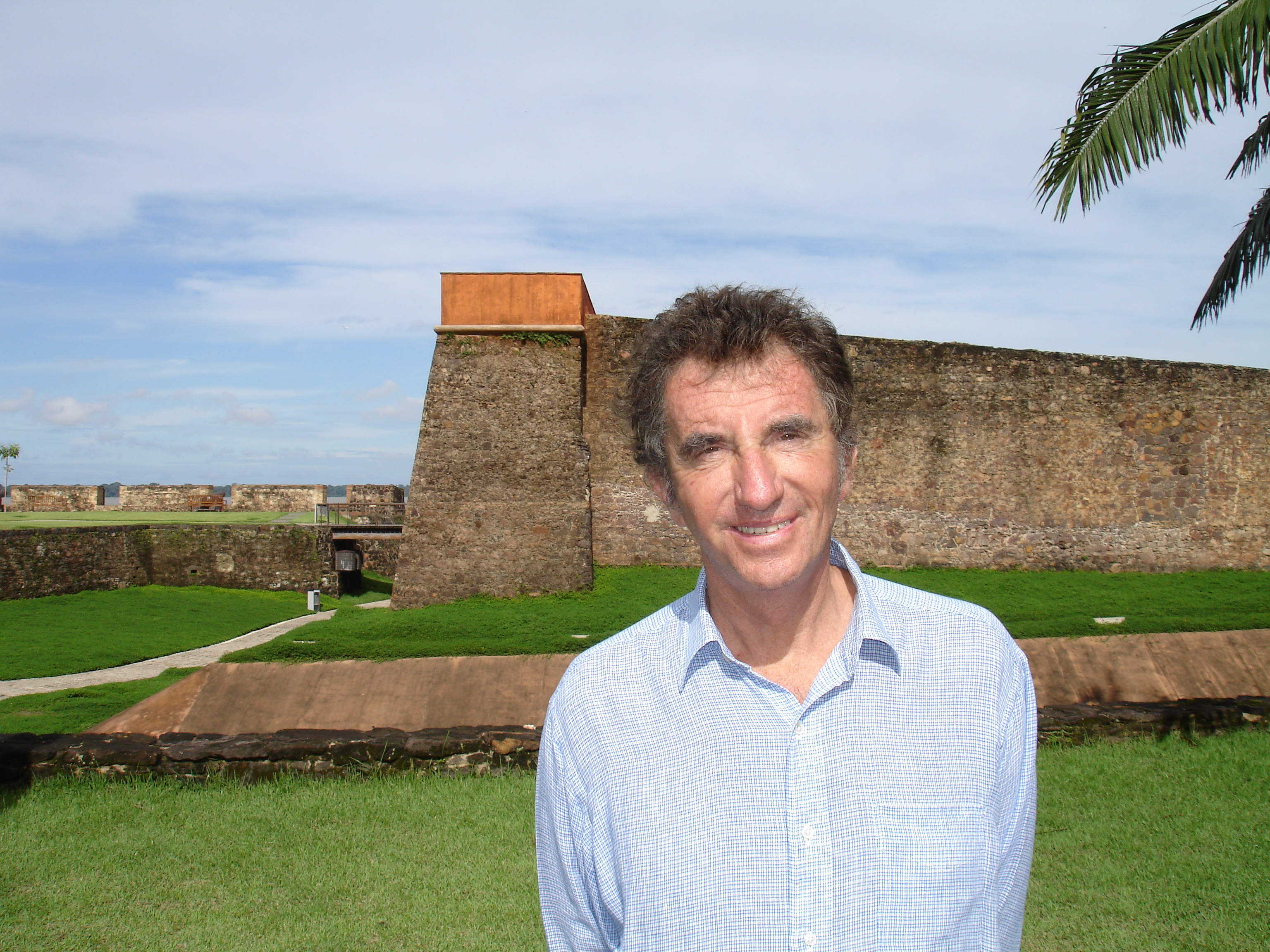
Jack Lang em Belém do Pará, Brasil

Jack Lang (Mirecourt, 2 de setembro de 1939) é um político francês. Foi Ministro da Cultura de François Mitterrand e, em 1981, lançou as bases do renascimento da indústria cinematográfica francesa, com um modelo de forte intervenção do Estado, bem como a "Fête de la Musique" ("Festa da Música", 21 de junho), onde qualquer pessoa ou grupo musical sai às ruas à noite para tocar algum instrumento musical e comemorar a chegada do verão.
Em 2012, não foi eleito para a assembleia da França, mas continua sendo um nome de referência e conta com popularidade na França.

## Lei Lang
A Lei Lang, também chamada de "Lei do Preço Fixo na França", aprovada em 1981 quando era ministro da cultura, impunha limite a descontos dados por livrarias, com o objetivo de evitar a concorrência desleal. Embora tenha perdido as eleições em 2012, a assembleia francesa continua a atualizar a lei que leva seu nome e, entre 2013 e 2014, deputados e senadores aprovaram emenda que impede a varejista online Amazon de conceder descontos superiores a 5% bem como o frete grátis.